# Liste der Monuments historiques in Vaillant (Haute-Marne)
Die Liste der Monuments historiques in Vaillant führt die Monuments historiques in der französischen Gemeinde Vaillant auf.

## Liste der Objekte
| Bezeichnung                  | Beschreibung                                        | Standort                                          | Kennzeichnung | Schutzstatus | Datum | Bild |
| ---------------------------- | --------------------------------------------------- | ------------------------------------------------- | ------------- | ------------ | ----- | ---- |
| Skulptur Himmelfahrtsmadonna | Holz, farbig gefasst und vergoldet, 18. Jahrhundert | in der Kirche Notre-Dame-en-son-Assomption (Lage) | PM52001187    | Classé       | 1967  |      |